# Josefina Salord Ripoll

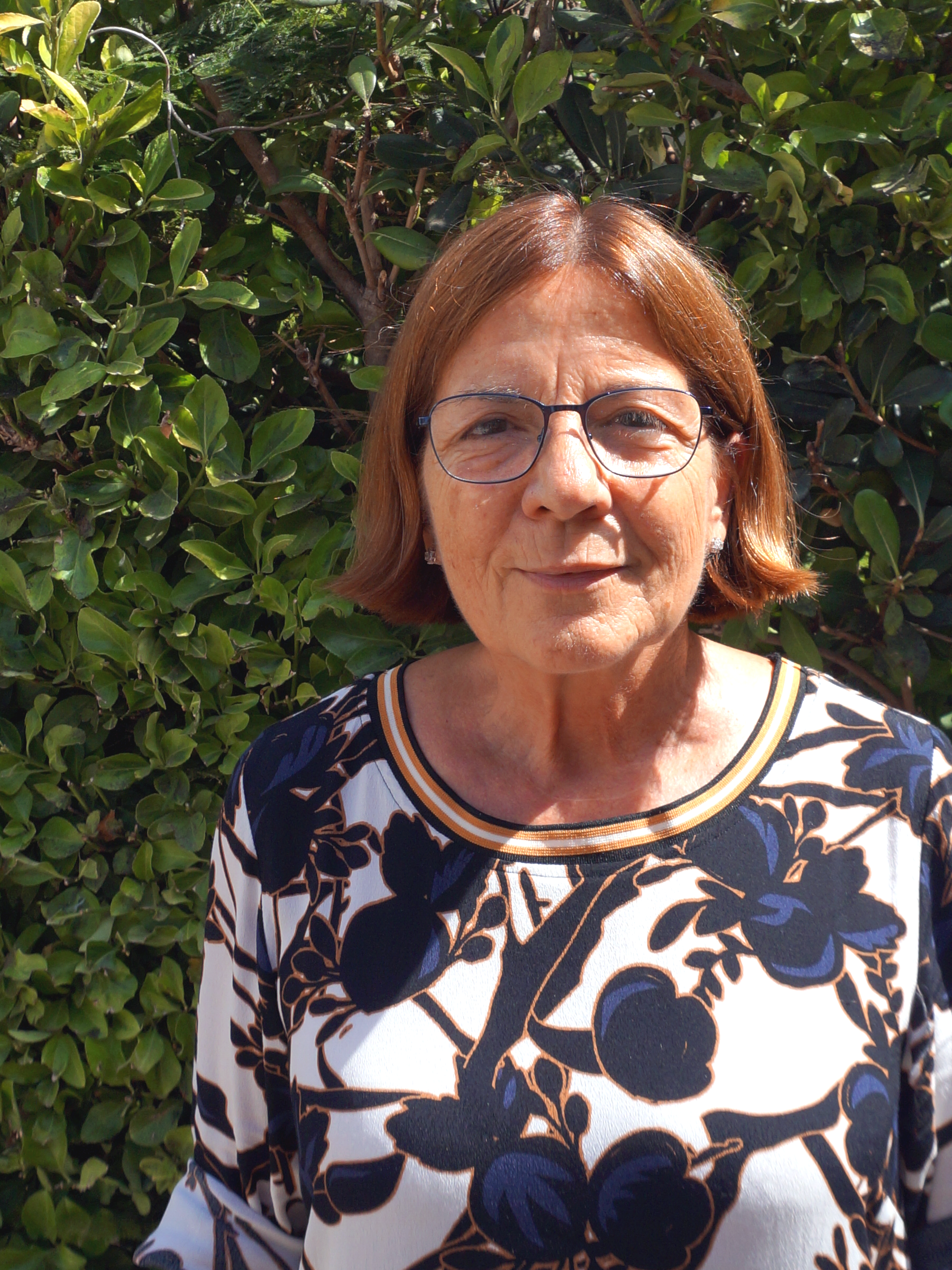

Josefina Salord Ripoll (Ciudadela, 1955) es una filóloga menorquina, presidente y coordinadora científica del Consejo Científico del Instituto Menorquín de Estudios; ha colaborado en la Revista de Menorca y con el Círculo Artístico de Ciudadela. Ha escrito muchos artículos y libros sobre literatura menorquina, y ha participado en numerosos congresos sobre filología. En 1996 recibió uno de los Premios 31 de diciembre de la Obra Cultural Balear. También es miembro del Consejo Social de la Universidad de las Islas Baleares en representación del Consejo Insular de Menorca. El 2005 recibió el Premio de Actuación Cívica de la Fundación Lluís Carulla. Es profesora en el instituto de Secundaria Joan Ramis i Ramis de Mahón. Estaba casada con el filólogo y poeta Ángel Mifsud Ciscar

## Obras
- Carta pera Francesc Camps i Mercadal, el primer filólogo menorquín del Novecientos (1998)
- Proyección de veinte años de cultura en Menorca (1979-1999) (2000) en la Revista Randa
- Las características del mundo cultural menorquín: el cruce de 1802 (2003)